# Mairu (mitologia)
Os Mairu são seres lendários da mitologia Basca. Os Mairu são seres de enormes proporções que pertencem à raça dos gigantes. Aos Mairu, vocábulo  que na língua basca significa mouro, atribui-se a construção de certos cromeleques, chamados de harrespil (círculo de pedras em basco), e dolmens. Conta-se que os Mairu carregavam à  cabeça , ou debaixo do braço, as pedras com que construiam estes monumentos.
Nalgumas lendas diz-se que o osso do braço do mairu, a que chamam de  mairu-beso, tem virtudes misteriosas, e crê-se que seja  o osso do braço de um menino que morreu sem ter recebido o batismo. Em certas lendas conta-se que o osso é usado para alumiar a noite  e adormece os habitantes das casas.